# Golgo 13
Golgo 13 är en manga av Takao Saito. Den handlar om lönnmördaren Golgo 13, som kan ses som Japans motsvarighet på James Bond. En kvinnokarl med en lugn, kylig atmosfär kring sig som lyckas med alla jobb han tar. Golgo 13 har anställts av både privatpersoner och större organisationer som CIA och KGB, och priserna är skyhöga. Vanligtvis använder han en modifierad M16-karbin.
Det har även gjorts filmer, spel och tv-serie om Golgo 13.